# Friedrich Ulfers
Friedrich Ulfers (* 1934 in Gießen) ist ein deutschamerikanischer Germanist und Professor für Germanistik an der New York University.

## Leben und Werk
Nach seiner Auswanderung nach New York studierte Ulfers an der dortigen Universität, erhielt 1959 den akademischen Grad eines Bachelor of Arts am City College of New York und 1961 den Magister an der New York University, er promovierte 1968 an derselben Universität.
Ulfers lehrt seit 1982 an der New York University. Während seiner Lehrtätigkeit übernahm  Ulfers eine Reihe von Verwaltungsfunktionen, so war er Deutscher Abteilungsleiter des Grundstudiums an der NYU, er war Leiter des  Berliner Sommerprogramms im  Department of Global Affairs der NYU und Leiter des „Deutschen Hauses“ in New York.
Friedrich Ulfers hat zu vielerlei Themen publiziert, so etwa zur Deutschen Romantik, zum Roman des 20. Jahrhunderts, der Philosophie an der Wende des Jahrhunderts, zum Poststrukturalismus und zur Dekonstruktion. Er schrieb auch Literaturkritiken und Artikel aus dem Bereich der Philosophie.
Ulfers wurden verschiedene Auszeichnungen der New York University verliehen, darunter den Great Teacher Award (1991) und den Golden Dozen Teaching Award (1989).

## Werke
- Times Square as an Exemplar of Postmodern Urban Space. Toward a New Metropolitanism: Reconstituting Public Culture, Urban Citizenship, and the Multicultural Imaginary in New York and Berlin. Ed. Friedrich Ulfers, Gunter Lenz, and Antje Dallmann, Universitätsverlag, Heidelberg 2006, S. 251–60.
- (with Mark Cohen): Nietzsche’s Amor Fati : The Embracing of an Undecided Fate. In: Poiesis: A Journal of the Arts and Communication 9 (2007).
- Nietzsche’s Ontological Roots in Goethe’s Classicism. In: Nietzsche and Antiquity. His Reaction and Response to the Classical Tradition. Ed. Paul Bishop, Boydell & Brewer Ltd (UK), 2004.
- Von der Skepsis zur Utopie: Musils Idee des 'Essaysismus'. In: Skeptizismus und literarische Imagination. Ed. Bernd Hüppauf and Klaus Vieweg, Wilhelm Fink Verlag, 2003.
- Nietzsche’s Idea of ‘Bildung’. In: Poiesis: A Journal of the Arts and Communication. 4, 2002, S. 30–36.
- Friedrich Nietzsche as a Bridge from 19th Century Atomistic Science to the Process Philosophy of 20th Century Physics, Literature, and Ethics. In: Philological Papers, West Virginia University, 2002, 49, S. 21–29.
- The Beyond in Nietzsche’s Beyond Good and Evil: Reflections on a Post-nihilistic Ethics. International Conference on "Culture after Nihilism"-Paris. Article forthcoming 1994.
- Myth and History in Günter Grass’ Der Butt. Houston German Studies, vol. 3. 1982. 32–42.
- Encounter with German Poetry: Paul Celan. Teaching Language Through Literature, 19, no. 1. 1979. 34–41.
- Reality and Symbol in Gerhart Hauptmann’s Bahnwärter Thiel. Teaching Language Through Literature, 16, no. 2. 1977. 26–32.